# Пшеницино
Пшеницино — деревня в Гусь-Хрустальном районе Владимирской области России, входит в состав муниципального образования «Посёлок Иванищи».

## География
Деревня расположена в 14 км на северо-восток от центра поселения посёлка Иванищи, в 33 км на север от Гусь-Хрустального и в 5 км на северо-восток от ж/д станции Неклюдово на линии Владимир — Тумская.

## История
В XIX — первой четверти XX века деревня входила в состав Авдотьинской волости Судогодского уезда, с 1926 года — в составе Александровской волости Владимирского уезда. В 1859 году в деревне числилось 26 дворов, в 1905 году — 37 дворов, в 1926 году — 49 хозяйств.
С 1929 года деревня входила в состав Некрасовского сельсовета Владимирского района, с 1940 года — в составе Неклюдовского сельсовета, с 1945 года — в составе Гусь-Хрустального района, с 2005 года — в составе муниципального образования «Посёлок Иванищи».

## Население
| 1859 | 1905 | 1926 |
| ---- | ---- | ---- |
| 156  | 142  | 174  |

| 1859 | 1905 | 1926 | 2002 | 2010 | 2021 |
| ---- | ---- | ---- | ---- | ---- | ---- |
| 156  | ↘142 | ↗174 | ↘22  | ↘12  | ↗18  |